# Didi Gregorius
Didi Gregorius (Amsterdam, 18 februari 1990) is een Nederlandse honkballer.
Gregorius werd geboren in een honkbalfamilie. Zijn grootvader Juan Gregorius was een van de beste pitchers in Curaçao in de jaren 50 van de twintigste eeuw, diens zoon, Didi Gregorius Sr., kwam jarenlang uit in de Nederlandse hoofdklasse voor de Amsterdam Pirates, de Haarlem Nicols, ADO en Almere. Zijn oudere broer Johannes Gregorius speelde in de hoofdklasse voor ADO. Net als zijn vader is zijn bijnaam "Didi". Hij speelde sinds zijn jeugd bij de Amsterdam Pirates, speelde ook in Curaçao bij de Santa Maria Pirates en kreeg op achttienjarige leeftijd een contract aangeboden door de organisatie van de San Diego Padres. Hij kwam kort voor een van de dochterclubs uit in de Dominicaanse Summer League maar kreeg daarna een contract bij de Cincinnati Reds waarvoor hij in de jaren erna in diverse dochterteams van rookieniveau tot single A niveau uitkwam.
Gregorius speelde in 2007 met het toen nog bestaande nationale team van de Nederlandse Antillen tijdens de Koninkrijksspelen in Den Haag. Hij kwam daar zowel uit als werper en als slagman. Hij werd de beste werper van het toernooi en behaalde een slaggemiddelde van .304. Twee jaar later werd hij opgeroepen voor het Nederlands honkbalteam en debuteerde in het stadion van HCAW in Bussum tijdens de vriendschappelijke interland tegen Italië. Ook maakte hij deel uit van het team dat in 2011 de wereldtitel behaalde.
In 2013 werd Gregorius vanaf de Cincinnati Reds naar de Arizona Diamondbacks geruild.
Nadat Derek Jeter besloten had dat 2014 zijn laatste professionele seizoen zou worden, zocht de General Manager van de New York Yankees Brian Cashman een nieuwe korte stop. Op 5 december 2014 werd Gregorius naar de Yankees geruild. Op 5 maart 2015 speelde Gregorius zijn eerste wedstrijd als een Yankee in de Spring Training. Op 13 december 2019 tekende hij bij de Philadelphia Phillies, en hij verlengde zijn contract voor 2 jaar op 10 februari 2021. Op 4 augustus 2022 werd zijn contract ontbonden bij de Phillies en werd hij free agent.